# Elementos logísticos
Os elementos logísticos podem ser divididos em fixos e móveis.

## Elementos fixos
Nos sistemas logísticos conhecemos dois tipos básicos de elementos fixos, os armazéns e os terminais de transporte, locais onde se efectua a concentração de suprimentos, sendo depois distribuídos (Uelze, 1974, p. 43).

## Elementos móveis
Conhecemos como elementos móveis dos sistemas logísticos, as locomotivas, automóveis e caminhões, aviões, cargueiros, entre outros, sendo a sua função permitir a deslocação de materiais e pessoas (Uelze, 1974, p. 43).